# Gương mặt thân quen (mùa 7)
Mùa thứ bảy của chương trình Gương mặt thân quen được phát sóng trên kênh VTV3 từ ngày 2 tháng 11 năm 2019 đến ngày 18 tháng 1 năm 2020. Mùa này có sự tham gia của các thí sinh Nhật Thủy, MiA, Phan Ngọc Luân, Võ Tấn Phát, Trần Tùng Anh và Emma Nhất Khanh; dàn giám khảo chính gồm ca sĩ Quang Linh và ca sĩ Hồ Ngọc Hà, cùng các giám khảo khách mời thay đổi mỗi tuần. Nghệ sĩ Thanh Bạch trở lại dẫn dắt chương trình ở mùa này.
Người chiến thắng chung cuộc sau 12 tuần thi là Nhật Thủy, hạng nhì là MiA và hạng ba là Võ Tấn Phát và Trần Tùng Anh.

## Thí sinh
Mùa thi thứ bảy bao gồm ba thí sinh đã từng tham dự các mùa trước (gọi là nhóm All-star) và ba thí sinh mới (gọi là nhóm New Face) cùng tranh tài với nhau.
| Thí sinh        | Năm sinh | Nghề nghiệp | Tham gia lần trước | Kết quả   |
| --------------- | -------- | ----------- | ------------------ | --------- |
| Nhật Thủy       | 1991     | Ca sĩ       | Mùa 3 (2015)       | Quán quân |
| MiA             | 1991     | Ca sĩ       | Mùa 2 (2014)       | Á quân    |
| Võ Tấn Phát     | 1995     | Diễn viên   | Không              | Giải ba   |
| Trần Tùng Anh   | 1995     | Ca sĩ       | Không              | Giải ba   |
| Phan Ngọc Luân  | 1988     | Ca sĩ       | Mùa 4 (2016)       | Giải tư   |
| Emma Nhất Khanh | 1995     | Ca sĩ       | Không              | Giải tư   |

## Bảng điểm các tuần
| Thí sinh        | Tuần 1         | Tuần 2         | Tuần 3         | Tuần 4         | Tuần 5         | Tuần 6         | Tuần 7         | Tuần 8         | Tuần 9         | Tuần 10        | Tuần 11        | Tuần 12 | Tổng |
| --------------- | -------------- | -------------- | -------------- | -------------- | -------------- | -------------- | -------------- | -------------- | -------------- | -------------- | -------------- | ------- | ---- |
| Nhật Thủy       | Hạng 1 34 điểm | Hạng 6 23 điểm | Hạng 1 36 điểm | Hạng 2 34 điểm | Hạng 4 29 điểm | Hạng 2 33 điểm | Hạng 2 34 điểm | Hạng 5 25 điểm | Hạng 4 27 điểm | Hạng 2 33 điểm | Hạng 2 33 điểm | Hạng 1  | 341  |
| MiA             | Hạng 2 33 điểm | Hạng 1 35 điểm | Hạng 5 23 điểm | Hạng 1 35 điểm | Hạng 1 36 điểm | Hạng 5 24 điểm | Hạng 3 28 điểm | Hạng 2 33 điểm | Hạng 3 28 điểm | Hạng 5 25 điểm | Hạng 1 35 điểm | Hạng 2  | 335  |
| Võ Tấn Phát     | Hạng 3 32 điểm | Hạng 2 34 điểm | Hạng 3 30 điểm | Hạng 3 30 điểm | Hạng 2 30 điểm | Hạng 3 31 điểm | Hạng 1 35 điểm | Hạng 3 31 điểm | Hạng 4 27 điểm | Hạng 4 27 điểm | Hạng 3 30 điểm | Hạng 3  | 337  |
| Trần Tùng Anh   | Hạng 4 26 điểm | Hạng 3 28 điểm | Hạng 2 31 điểm | Hạng 6 22 điểm | Hạng 2 30 điểm | Hạng 4 26 điểm | Hạng 4 27 điểm | Hạng 1 34 điểm | Hạng 6 21 điểm | Hạng 1 34 điểm | Hạng 4 27 điểm | Hạng 3  | 306  |
| Phan Ngọc Luân  | Hạng 6 22 điểm | Hạng 5 25 điểm | Hạng 4 29 điểm | Hạng 4 27 điểm | Hạng 5 24 điểm | Hạng 1 35 điểm | Hạng 5 26 điểm | Hạng 4 26 điểm | Hạng 2 32 điểm | Hạng 3 30 điểm | Hạng 5 24 điểm | Hạng 4  | 300  |
| Emma Nhất Khanh | Hạng 5 24 điểm | Hạng 4 26 điểm | Hạng 6 22 điểm | Hạng 5 23 điểm | Hạng 6 22 điểm | Hạng 6 22 điểm | Hạng 6 21 điểm | Hạng 6 22 điểm | Hạng 1 36 điểm | Hạng 6 22 điểm | Hạng 6 22 điểm | Hạng 4  | 262  |

     Thí sinh chiến thắng trong tuần
     Thí sinh xếp cuối trong tuần
     Thí sinh chiến thắng chung cuộc của mùa giải

## Nhân vật hóa thân
| Tuần | Nhật Thủy              | MiA                   | Võ Tấn Phát     | Trần Tùng Anh        | Phan Ngọc Luân                 | Emma Nhất Khanh |
| ---- | ---------------------- | --------------------- | --------------- | -------------------- | ------------------------------ | --------------- |
| 1    | Hồ Ngọc Hà             | Sia                   | Quách Phú Thành | Vitas                | Thu Minh                       | Hoàng Thùy Linh |
| 2    | Châu Kiệt Luân         | Trường Giang          | NSUT Vũ Luân    | Hương Giang          | Modern Talking                 | Jennie          |
| 3    | Minh Tuyết             | Ariana Grande         | Minh Tuyết      | Ariana Grande        | Đàm Vĩnh Hưng                  | Đàm Vĩnh Hưng   |
| 4    | Rihanna                | NSND Ngọc Giàu        | Mỹ Tâm          | Quang Linh           | Lee Jung Hyun                  | NSND Hồng Vân   |
| 5    | Đức Huy                | Ranveer Singh         | Sơn Tùng M-TP   | Nghệ nhân Thanh Long | Trấn Thành                     | Justin Bieber   |
| 6    | H.A.T & Ưng Hoàng Phúc | Minh Thuận & Nhật Hào | Blackpink       | Tam ca 3A            | Whitney Houston & Mariah Carey | Aqua            |
| 7    | Thanh Thảo             | Xuân Mai              | NSƯT Hoài Linh  | Khởi My              | Bruno Mars                     | Nguyễn Hưng     |
| 8    | NSƯT Thanh Thúy        | Nicki Minaj           | Ý Lan           | Tóc Tiên             | NSƯT Thanh Lam                 | Chi Pu          |
| 9    | Britney Spears         | NSƯT Thành Lộc        | Michael Jackson | Quang Lê             | Tùng Dương                     | Madhuri Dixit   |
| 10   | Bảo Thy                | Charlie Chaplin       | Siu Black       | Anh Thơ              | Lệ Quyên                       | Min             |
| 11   | Như Quỳnh              | Shakira               | Trần Lập        | Noo Phước Thịnh      | Cher                           | Hari Won        |
| 12   | Mỹ Linh                | Nghệ sĩ Trinh Trinh   | Will Smith      | Diana Damrau         | Tuấn Hưng                      | Bích Phương     |
| 12   | Cẩm Ly                 | Nghệ sĩ Trinh Trinh   | Will Smith      | Diana Damrau         | Tuấn Hưng                      | Bích Phương     |
| 12   | Minh Tuyết             | Nghệ sĩ Trinh Trinh   | Will Smith      | Diana Damrau         | Tuấn Hưng                      | Bích Phương     |
| 12   | Hồ Ngọc Hà             | Nghệ sĩ Trinh Trinh   | Will Smith      | Diana Damrau         | Tuấn Hưng                      | Bích Phương     |

     Thí sinh thắng trong tuần.
     Thí sinh thắng trong mùa giải.

## Kết quả biểu diễn

### Tuần 1
Ngày phát sóng: 2/11/2019
| Thứ tự                                      | Thí sinh                                    | Tiết mục                                                     | Nhân vật                                    | Kết quả BGK                                 | Kết quả BGK                                 | Kết quả BGK                                 | Tổng                                        | Hạng                                        |
| Thứ tự                                      | Thí sinh                                    | Tiết mục                                                     | Nhân vật                                    | Quang Linh                                  | Hồ Ngọc Hà                                  | Giám khảo khách mời                         | Tổng                                        | Hạng                                        |
| Giám khảo khách mời: Đức Thịnh - Thanh Thúy | Giám khảo khách mời: Đức Thịnh - Thanh Thúy | Giám khảo khách mời: Đức Thịnh - Thanh Thúy                  | Giám khảo khách mời: Đức Thịnh - Thanh Thúy | Giám khảo khách mời: Đức Thịnh - Thanh Thúy | Giám khảo khách mời: Đức Thịnh - Thanh Thúy | Giám khảo khách mời: Đức Thịnh - Thanh Thúy | Giám khảo khách mời: Đức Thịnh - Thanh Thúy | Giám khảo khách mời: Đức Thịnh - Thanh Thúy |
| ------------------------------------------- | ------------------------------------------- | ------------------------------------------------------------ | ------------------------------------------- | ------------------------------------------- | ------------------------------------------- | ------------------------------------------- | ------------------------------------------- | ------------------------------------------- |
| 1                                           | Phan Ngọc Luân                              | Liên khúc: Taxi - I am Diva (Nguyễn Hải Phong - Mew Amazing) | Thu Minh                                    | 7                                           | 8                                           | 7                                           | 22                                          | 6                                           |
| 2                                           | Emma Nhất Khanh                             | "Để Mị nói cho mà nghe" (Thịnh Kainz, Kata Trần)             | Hoàng Thùy Linh                             | 8                                           | 7                                           | 9                                           | 24                                          | 5                                           |
| 3                                           | Trần Tùng Anh                               | 7th Element (Vitas)                                          | Vitas                                       | 9                                           | 9                                           | 8                                           | 26                                          | 4                                           |
| 4                                           | Nhật Thủy                                   | Em muốn anh đưa em về (Đỗ Hiếu)                              | Hồ Ngọc Hà                                  | 12                                          | 10                                          | 12                                          | 34                                          | 1                                           |
| 5                                           | MiA                                         | Chandelier (Jesse Shatkin, Sia Furler)                       | Sia                                         | 11                                          | 12                                          | 10                                          | 33                                          | 2                                           |
| 6                                           | Võ Tấn Phát                                 | Thành phố cuồng nhiệt (Lai-Mau Chow)                         | Quách Phú Thành                             | 10                                          | 11                                          | 11                                          | 32                                          | 3                                           |
|                                             |                                             |                                                              |                                             |                                             |                                             |                                             |                                             |                                             |
| Khách mời                                   | Ngô Kiến Huy                                | Truyền thái y (Sáng tác: NamNam)                             |                                             |                                             |                                             |                                             |                                             |                                             |

### Tuần 2
Ngày phát sóng: 9/11/2019
| Thứ tự                             | Thí sinh                           | Tiết mục                                                                                           | Nhân vật                           | Kết quả BGK                        | Kết quả BGK                        | Kết quả BGK                        | Tổng                               | Hạng                               |
| Thứ tự                             | Thí sinh                           | Tiết mục                                                                                           | Nhân vật                           | Quang Linh                         | Hồ Ngọc Hà                         | Giám khảo khách mời                | Tổng                               | Hạng                               |
| Giám khảo khách mời: NSND Kim Xuân | Giám khảo khách mời: NSND Kim Xuân | Giám khảo khách mời: NSND Kim Xuân                                                                 | Giám khảo khách mời: NSND Kim Xuân | Giám khảo khách mời: NSND Kim Xuân | Giám khảo khách mời: NSND Kim Xuân | Giám khảo khách mời: NSND Kim Xuân | Giám khảo khách mời: NSND Kim Xuân | Giám khảo khách mời: NSND Kim Xuân |
| ---------------------------------- | ---------------------------------- | -------------------------------------------------------------------------------------------------- | ---------------------------------- | ---------------------------------- | ---------------------------------- | ---------------------------------- | ---------------------------------- | ---------------------------------- |
| 1                                  | Trần Tùng Anh                      | Liên khúc: Em Đã Thấy Anh Cùng Người Ấy - Anh Đang Ở Đâu Đấy Anh (Andlez Nam Trương)               | Hương Giang                        | 10                                 | 10                                 | 8                                  | 28                                 | 3                                  |
| 2                                  | Nhật Thủy                          | "Tóc Tựa Tuyết" (Châu Kiệt Luân)                                                                   | Châu Kiệt Luân                     | 9                                  | 7                                  | 7                                  | 23                                 | 6                                  |
| 3                                  | Phan Ngọc Luân                     | Cheri, Cheri Lady (Dieter Bohlen)                                                                  | Modern Talking                     | 7                                  | 9                                  | 9                                  | 25                                 | 5                                  |
| 4                                  | Võ Tấn Phát                        | Trích đoạn: Xử Bá Đao Từ Hải Thọ (Soạn giả: Bửu Truyện - Trường Sơn)                               | NSƯT Vũ Luân                       | 11                                 | 11                                 | 12                                 | 34                                 | 2                                  |
| 5                                  | Emma Nhất Khanh                    | SOLO (Teddy)                                                                                       | Jennie                             | 8                                  | 8                                  | 10                                 | 26                                 | 4                                  |
| 6                                  | MiA                                | Liên khúc: Biệt Khúc Chờ Nhau - Chiếc Khăn Gió Ấm (Nhạc Hoa lời Việt: Lê Quang - Nguyễn Văn Chung) | Trường Giang                       | 12                                 | 12                                 | 11                                 | 35                                 | 1                                  |
|                                    |                                    | |                                    |                                    |                                    |                                    |                                    |                                    |
| Khách mời                          | Trúc Nhân                          | Sáng Mắt Chưa (Sáng tác: MewAmazing)                                                               |                                    |                                    |                                    |                                    |                                    |                                    |

### Tuần 3
Ngày phát sóng: 16/11/2019
Ở tuần thứ ba, chỉ có ba nhân vật cho các thí sinh lựa chọn, đồng nghĩa với việc sẽ có hai thí sinh hóa trang cùng một nhân vật.
| Thứ tự                            | Thí sinh                          | Tiết mục | Tiết mục                                                           | Nhân vật                          | Kết quả BGK                       | Kết quả BGK                       | Kết quả BGK                       | Tổng                              | Hạng                              |
| Thứ tự                            | Thí sinh                          | Tiết mục | Tiết mục                                                           | Nhân vật                          | Quang Linh                        | Hồ Ngọc Hà                        | Giám khảo khách mời               | Tổng                              | Hạng                              |
| Giám khảo khách mời: NSƯT Đức Hải | Giám khảo khách mời: NSƯT Đức Hải | Giám khảo khách mời: NSƯT Đức Hải | Giám khảo khách mời: NSƯT Đức Hải                                  | Giám khảo khách mời: NSƯT Đức Hải | Giám khảo khách mời: NSƯT Đức Hải | Giám khảo khách mời: NSƯT Đức Hải | Giám khảo khách mời: NSƯT Đức Hải | Giám khảo khách mời: NSƯT Đức Hải | Giám khảo khách mời: NSƯT Đức Hải |
| --------------------------------- | --------------------------------- | --- | ------------------------------------------------------------------ | --------------------------------- | --------------------------------- | --------------------------------- | --------------------------------- | --------------------------------- | --------------------------------- |
| 1                                 | Emma Nhất Khanh                   | Hello (Sáng tác: Lương Bằng Quang) | Không phải em (Sáng tác: Thái Thịnh)                               | Đàm Vĩnh Hưng                     | 7                                 | 7                                 | 8                                 | 22                                | 6                                 |
| 2                                 | Phạm Ngọc Luân                    | Tình nhạt phai (Nhạc Hoa - Lời Việt: Khúc Lan) | Không phải em (Sáng tác: Thái Thịnh)                               | Đàm Vĩnh Hưng                     | 9                                 | 11                                | 9                                 | 29                                | 4                                 |
| 3                                 | Trần Tùng Anh                     | Side to side (Sáng tác: Max Martin, Alexander Kronlund, Ilya Salmanzadeh, Onika Maraj, Ariana Grande)                                                                               | Bang Bang (Sáng tác: Max Martin, Savan Kotecha, Richard Göransson) | Ariana Grande                     | 11                                | 9                                 | 11                                | 31                                | 2                                 |
| 4                                 | MiA                               | 7 rings (Sáng tác: Ariana Grande, Victoria Monét, Tayla Parx, Njomza Vitia, Kimberly Krysiuk, Tommy Brown, Michael Foster, Charles Anderson, Richard Rodgers, Oscar Hammerstein II) | Bang Bang (Sáng tác: Max Martin, Savan Kotecha, Richard Göransson) | Ariana Grande                     | 8                                 | 8                                 | 7                                 | 23                                | 5                                 |
| 5                                 | Nhật Thủy                         | Để cho em khóc (Sáng tác: Phúc Trường) | Anh thì không (Nhạc Ngoại - Lời Việt: Vũ Xuân Hùng)                | Minh Tuyết                        | 12                                | 12                                | 12                                | 36                                | 1                                 |
| 6                                 | Võ Tấn Phát                       | Anh thì không (Nhạc Ngoại - Lời Việt: Vũ Xuân Hùng) | Anh thì không (Nhạc Ngoại - Lời Việt: Vũ Xuân Hùng)                | Minh Tuyết                        | 10                                | 10                                | 10                                | 30                                | 3                                 |
|                                   |                                   | |                                                                    |                                   |                                   |                                   |                                   |                                   |                                   |
| Khách mời                         | Chi Dân                           | Buồn một chút rồi thôi (Nguyễn Đình Vũ) | Buồn một chút rồi thôi (Nguyễn Đình Vũ)                            |                                   |                                   |                                   |                                   |                                   |                                   |

### Tuần 4
Ngày phát sóng: 23/11/2019
| Thứ tự                            | Thí sinh                          | Tiết mục                                                                                                  | Nhân vật                          | Kết quả BGK                       | Kết quả BGK                       | Kết quả BGK                       | Tổng                              | Hạng                              |
| Thứ tự                            | Thí sinh                          | Tiết mục                                                                                                  | Nhân vật                          | Quang Linh                        | Hồ Ngọc Hà                        | Giám khảo khách mời               | Tổng                              | Hạng                              |
| Giám khảo khách mời: NSƯT Đức Hải | Giám khảo khách mời: NSƯT Đức Hải | Giám khảo khách mời: NSƯT Đức Hải                                                                         | Giám khảo khách mời: NSƯT Đức Hải | Giám khảo khách mời: NSƯT Đức Hải | Giám khảo khách mời: NSƯT Đức Hải | Giám khảo khách mời: NSƯT Đức Hải | Giám khảo khách mời: NSƯT Đức Hải | Giám khảo khách mời: NSƯT Đức Hải |
| --------------------------------- | --------------------------------- | --- | --------------------------------- | --------------------------------- | --------------------------------- | --------------------------------- | --------------------------------- | --------------------------------- |
| 1                                 | Võ Tấn Phát                       | Đừng hỏi em (Sáng tác: Mỹ Tâm)                                                                            | Mỹ Tâm                            | 10                                | 10                                | 10                                | 30                                | 3                                 |
| 2                                 | Trần Tùng Anh                     | Nắng có còn xuân (Sáng tác: Đức Trí)                                                                      | Quang Linh                        | 8                                 | 7                                 | 7                                 | 22                                | 6                                 |
| 3                                 | Nhật Thủy                         | Only girl (In the world) (Sáng tác: Crystal Johnson, Mikkel S. EriksenTor, Erik Hermansen, Sandy Wilhelm) | Rihanna                           | 12                                | 11                                | 11                                | 34                                | 2                                 |
| 4                                 | Emma Nhất Khanh                   | Trích đoạn kịch: Bèo dạt mây trôi                                                                         | NSND Hồng Vân                     | 7                                 | 8                                 | 8                                 | 23                                | 5                                 |
| 5                                 | Phan Ngọc Luân                    | Wa (Come) (Sáng tác: Lee Jung Hyun)                                                                       | Lee Jung Hyun                     | 9                                 | 9                                 | 9                                 | 27                                | 4                                 |
| 6                                 | MiA                               | Trích đoạn: Đời cô Lựu (Tác giả: Trần Hữu Trang)                                                          | NSND Ngọc Giàu                    | 11                                | 12                                | 12                                | 35                                | 1                                 |
|                                   |                                   | |                                   |                                   |                                   |                                   |                                   |                                   |
| Khách mời                         | S.T Sơn Thạch                     | Thật xa thật gần (Sáng tác: Andiez Nam Trương)                                                            |                                   |                                   |                                   |                                   |                                   |                                   |

### Tuần 5
Ngày phát sóng: 30/11/2019
| Thứ tự                             | Thí sinh                           | Tiết mục                                                                       | Nhân vật                           | Kết quả BGK                        | Kết quả BGK                        | Kết quả BGK                        | Tổng                               | Hạng                               |
| Thứ tự                             | Thí sinh                           | Tiết mục                                                                       | Nhân vật                           | Quang Linh                         | Hồ Ngọc Hà                         | Giám khảo khách mời                | Tổng                               | Hạng                               |
| Giám khảo khách mời: NSND Kim Xuân | Giám khảo khách mời: NSND Kim Xuân | Giám khảo khách mời: NSND Kim Xuân                                             | Giám khảo khách mời: NSND Kim Xuân | Giám khảo khách mời: NSND Kim Xuân | Giám khảo khách mời: NSND Kim Xuân | Giám khảo khách mời: NSND Kim Xuân | Giám khảo khách mời: NSND Kim Xuân | Giám khảo khách mời: NSND Kim Xuân |
| ---------------------------------- | ---------------------------------- | ------------------------------------------------------------------------------ | ---------------------------------- | ---------------------------------- | ---------------------------------- | ---------------------------------- | ---------------------------------- | ---------------------------------- |
| 1                                  | Nhật Thủy                          | Đường xa ướt mưa (Sáng tác: Đức Huy)                                           | Đức Huy                            | 10                                 | 10                                 | 9                                  | 29                                 | 4                                  |
| 2                                  | Emma Nhất Khanh                    | What Do You Mean? (Sáng tác: Justin Bieber, Jason "Poo Bear" Boyd, Mason Levy) | Justin Bieber                      | 8                                  | 7                                  | 7                                  | 22                                 | 6                                  |
| 3                                  | Phan Ngọc Luân                     | Trích đoạn tiểu phẩm: Nỗi oan Thị Cám                                          | Trấn Thành                         | 7                                  | 9                                  | 8                                  | 24                                 | 5                                  |
| 4                                  | MiA                                | Malhari (Sáng tác: Sanjay Leela Bhansali, Prashant Ingole)                     | Ranveer Singh                      | 12                                 | 12                                 | 12                                 | 36                                 | 1                                  |
| 5                                  | Trần Tùng Anh                      | Giá chầu đệ nhị                                                                | Thanh Long                         | 11                                 | 8                                  | 11                                 | 30                                 | 2                                  |
| 6                                  | Võ Tấn Phát                        | Hãy trao cho anh (Sáng tác: Sơn Tùng M-TP)                                     | Sơn Tùng M-TP                      | 9                                  | 11                                 | 10                                 | 30                                 | 2                                  |
|                                    |                                    |                                                                                |                                    |                                    |                                    |                                    |                                    |                                    |
| Khách mời                          | Gin Tuấn Kiệt                      | Yêu được thì cứ yêu đi (Sáng tác: Nguyễn Minh Cường)                           |                                    |                                    |                                    |                                    |                                    |                                    |

### Tuần 6
Ngày phát sóng: 7/12/2019
| Thứ tự                                      | Thí sinh                                    | Tiết mục                                                                       | Nhân vật                                    | Kết quả BGK                                 | Kết quả BGK                                 | Kết quả BGK                                 | Tổng                                        | Hạng                                        |
| Thứ tự                                      | Thí sinh                                    | Tiết mục                                                                       | Nhân vật                                    | Quang Linh                                  | Hồ Ngọc Hà                                  | Giám khảo khách mời                         | Tổng                                        | Hạng                                        |
| Giám khảo khách mời: Đức Thịnh - Thanh Thúy | Giám khảo khách mời: Đức Thịnh - Thanh Thúy | Giám khảo khách mời: Đức Thịnh - Thanh Thúy                                    | Giám khảo khách mời: Đức Thịnh - Thanh Thúy | Giám khảo khách mời: Đức Thịnh - Thanh Thúy | Giám khảo khách mời: Đức Thịnh - Thanh Thúy | Giám khảo khách mời: Đức Thịnh - Thanh Thúy | Giám khảo khách mời: Đức Thịnh - Thanh Thúy | Giám khảo khách mời: Đức Thịnh - Thanh Thúy |
| ------------------------------------------- | ------------------------------------------- | ------------------------------------------------------------------------------ | ------------------------------------------- | ------------------------------------------- | ------------------------------------------- | ------------------------------------------- | ------------------------------------------- | ------------------------------------------- |
| 1                                           | Emma Nhất Khanh                             | Barbie Girl (Sáng tác: Soren Rasted, Claus Norreen, René Dif, Lene Nystrom)    | Aqua                                        | 7                                           | 8                                           | 7                                           | 22                                          | 6                                           |
| 2                                           | Trần Tùng Anh                               | Cây đa quán dốc (Sáng tác: Quang Linh)                                         | Tam ca 3A                                   | 8                                           | 9                                           | 9                                           | 26                                          | 4                                           |
| 3                                           | Phan Ngọc Luân                              | When you believe (Sáng tác: Stephen Schwartz, Kenneth Edmonds)                 | Whitney Houston                             | 11                                          | 12                                          | 12                                          | 35                                          | 1                                           |
| 4                                           | MiA                                         | Liên khúc: Thất tình - Dù có là người tình (Nhạc Ngoại - Lời Việt: Minh Thuận) | Minh Thuận                                  | 9                                           | 7                                           | 8                                           | 24                                          | 5                                           |
| 5                                           | Võ Tấn Phát                                 | Kill this love (Sáng tác: Teddy, R.Tee24, Bekuh BOOM                           | Blackpink                                   | 10                                          | 11                                          | 10                                          | 31                                          | 3                                           |
| 6                                           | Nhật Thủy                                   | Anh không muốn bất công với em (Nhạc Nước ngoài - Lời Việt: Quang Huy)         | HAT                                         | 12                                          | 10                                          | 11                                          | 33                                          | 2                                           |
|                                             |                                             |                                                                                |                                             |                                             |                                             |                                             |                                             |                                             |
| Khách mời                                   | Hiền Hồ                                     | Có như không có (Sáng tác: Đạt G)                                              |                                             |                                             |                                             |                                             |                                             |                                             |

### Tuần 7
Ngày phát sóng: 14/12/2019
| Thứ tự                                      | Thí sinh                                    | Tiết mục | Nhân vật                                    | Kết quả BGK                                 | Kết quả BGK                                 | Kết quả BGK                                 | Tổng                                        | Hạng                                        |
| Thứ tự                                      | Thí sinh                                    | Tiết mục | Nhân vật                                    | Quang Linh                                  | Hồ Ngọc Hà                                  | Giám khảo khách mời                         | Tổng                                        | Hạng                                        |
| Giám khảo khách mời: Đức Thịnh - Thanh Thúy | Giám khảo khách mời: Đức Thịnh - Thanh Thúy | Giám khảo khách mời: Đức Thịnh - Thanh Thúy | Giám khảo khách mời: Đức Thịnh - Thanh Thúy | Giám khảo khách mời: Đức Thịnh - Thanh Thúy | Giám khảo khách mời: Đức Thịnh - Thanh Thúy | Giám khảo khách mời: Đức Thịnh - Thanh Thúy | Giám khảo khách mời: Đức Thịnh - Thanh Thúy | Giám khảo khách mời: Đức Thịnh - Thanh Thúy |
| ------------------------------------------- | ------------------------------------------- | --- | ------------------------------------------- | ------------------------------------------- | ------------------------------------------- | ------------------------------------------- | ------------------------------------------- | ------------------------------------------- |
| 1                                           | Phan Ngọc Luân                              | Uptown Funk (Sáng tác: Charles Wilson, Robert Wilson, Lonnie Simmons, Ronnie Wilson, Jeff Bhasker, Nicholas Williams, Mark Ronson, Rudolph Taylor, Philip Lawrence, Devon Gallaspy, Bruno Mars) | Bruno Mars                                  | 8                                           | 8                                           | 10                                          | 26                                          | 5                                           |
| 2                                           | Nhật Thủy                                   | Có quên được đâu (Sáng tác: Đức Trí) | Thanh Thảo                                  | 11                                          | 11                                          | 12                                          | 34                                          | 2                                           |
| 3                                           | Trần Tùng Anh                               | Vì sao (Sáng tác: Khởi My, Hoàng Rapper) | Khởi My                                     | 10                                          | 9                                           | 8                                           | 27                                          | 4                                           |
| 4                                           | Emma Nhất Khanh                             | Chờ một tiếng yêu (Sáng tác: Lê Hựu Hà) | Nguyễn Hưng                                 | 7                                           | 7                                           | 7                                           | 21                                          | 6                                           |
| 5                                           | MiA                                         | Búp bê bằng bông (Sáng tác: Lê Quốc Thắng) | Xuân Mai                                    | 9                                           | 10                                          | 9                                           | 28                                          | 3                                           |
| 6                                           | Võ Tấn Phát                                 | Trích đoạn tiểu phẩm: Vietnamese Idols | NSƯT Hoài Linh                              | 12                                          | 12                                          | 11                                          | 35                                          | 1                                           |
|                                             |                                             | |                                             |                                             |                                             |                                             |                                             |                                             |
| Khách mời                                   | Đỗ Phú Quí                                  | Đố em bắt được anh (Sáng tác: DC Tâm) |                                             |                                             |                                             |                                             |                                             |                                             |

### Tuần 8
Ngày phát sóng: 21/12/2019
Ở tuần thứ tám, các thí sinh phải hóa thân vào các nhân vật mà các cựu thí sinh đã từng chọn được ở các mùa trước đó.
| Thứ tự                                | Thí sinh & khách mời                  | Nhân vật                              | Tiết mục | Kết quả BGK                           | Kết quả BGK                           | Kết quả BGK                           | Tổng                                  | Hạng                                  |
| Thứ tự                                | Thí sinh & khách mời                  | Nhân vật                              | Tiết mục | Quang Linh                            | Hồ Ngọc Hà                            | Giám khảo khách mời                   | Tổng                                  | Hạng                                  |
| Giám khảo khách mời: NSƯT Kim Tử Long | Giám khảo khách mời: NSƯT Kim Tử Long | Giám khảo khách mời: NSƯT Kim Tử Long | Giám khảo khách mời: NSƯT Kim Tử Long | Giám khảo khách mời: NSƯT Kim Tử Long | Giám khảo khách mời: NSƯT Kim Tử Long | Giám khảo khách mời: NSƯT Kim Tử Long | Giám khảo khách mời: NSƯT Kim Tử Long | Giám khảo khách mời: NSƯT Kim Tử Long |
| ------------------------------------- | ------------------------------------- | ------------------------------------- | --- | ------------------------------------- | ------------------------------------- | ------------------------------------- | ------------------------------------- | ------------------------------------- |
| 1                                     | Nhật Thủy & Tố Ny                     | NSƯT Thanh Thúy                       | Bóng cây Kơnia (Nhạc: Phan Huỳnh Điểu - Thơ: Ngọc Anh) | 8                                     | 8                                     | 9                                     | 25                                    | 5                                     |
| 2                                     | Emma Nhất Khanh & Đỗ Phú Quí          | Chi Pu                                | Đóa hoa hồng (Sáng tác: Andiez, Nneo) | 7                                     | 7                                     | 8                                     | 22                                    | 6                                     |
| 3                                     | Phan Ngọc Luân                        | NSƯT Thanh Lam                        | Không thể và có thể (Sáng tác: Phó Đức Phương) | 10                                    | 9                                     | 7                                     | 26                                    | 4                                     |
| 3                                     | Hà Thúy Anh                           | Phương Thanh                          | Không thể và có thể (Sáng tác: Phó Đức Phương) | 10                                    | 9                                     | 7                                     | 26                                    | 4                                     |
| 4                                     | Trần Tùng Anh & Kim Thành             | Tóc Tiên                              | Không ai hơn em đâu anh (Sáng tác: Hứa Kim Tuyền) | 12                                    | 12                                    | 10                                    | 34                                    | 1                                     |
| 5                                     | Võ Tấn Phát & NSƯT Đại Nghĩa          | Ý Lan                                 | Liên khúc: Nụ tầm xuân - Mình ơi - Ngày xưa Hoàng Thị - Em đẹp nhất đêm nay (Sáng tác: Phạm Duy, Diệu Hương)                                                           | 9                                     | 11                                    | 11                                    | 31                                    | 3                                     |
| 6                                     | MiA & Vương Khang                     | Nicki Minaj                           | Liên khúc: Turn me on - Starships (Sáng tác: David Guetta, Onika Maraj, Giorgio Tuinfort, Ester Dean, Nadir Khayat, Carl Falk, Rami Yacoub, Wayne Hector, Bilal Hajji) | 11                                    | 10                                    | 12                                    | 33                                    | 2                                     |
|                                       |                                       |                                       | |                                       |                                       |                                       |                                       |                                       |
| Khách mời                             | Anh Tú                                |                                       | Mạnh mẽ lên cô gái (Sáng tác: Hùng Quân) |                                       |                                       |                                       |                                       |                                       |

### Tuần 9
Ngày phát sóng: 28/12/2019
| Thứ tự                             | Thí sinh                           | Tiết mục                                                                    | Nhân vật                           | Kết quả BGK                        | Kết quả BGK                        | Kết quả BGK                        | Tổng                               | Hạng                               |
| Thứ tự                             | Thí sinh                           | Tiết mục                                                                    | Nhân vật                           | Quang Linh                         | Hồ Ngọc Hà                         | Giám khảo khách mời                | Tổng                               | Hạng                               |
| Giám khảo khách mời: NSND Kim Xuân | Giám khảo khách mời: NSND Kim Xuân | Giám khảo khách mời: NSND Kim Xuân                                          | Giám khảo khách mời: NSND Kim Xuân | Giám khảo khách mời: NSND Kim Xuân | Giám khảo khách mời: NSND Kim Xuân | Giám khảo khách mời: NSND Kim Xuân | Giám khảo khách mời: NSND Kim Xuân | Giám khảo khách mời: NSND Kim Xuân |
| ---------------------------------- | ---------------------------------- | --------------------------------------------------------------------------- | ---------------------------------- | ---------------------------------- | ---------------------------------- | ---------------------------------- | ---------------------------------- | ---------------------------------- |
| 1                                  | Phan Ngọc Luân                     | Con cò (Sáng tác: Lưu Hà An)                                                | Tùng Dương                         | 10                                 | 11                                 | 11                                 | 32                                 | 2                                  |
| 2                                  | Nhật Thủy                          | Circus (Tác giả: Lukasz Gottwald, Claude Kelly, Benjamin Levin)             | Britney Spears                     | 11                                 | 8                                  | 8                                  | 27                                 | 4                                  |
| 3                                  | Trần Tùng Anh                      | Quê hương ba miền (Sáng tác: Thanh Sơn)                                     | Quang Lê                           | 7                                  | 7                                  | 7                                  | 21                                 | 6                                  |
| 4                                  | Võ Tấn Phát                        | Liên khúc: Earth Song - Heal The World (Sáng tác: Michael Jackson)          | Michael Jackson                    | 9                                  | 9                                  | 9                                  | 27                                 | 4                                  |
| 5                                  | MiA                                | Trích đoạn: Ngày xửa ngày xưa: Anly và Thần băng giá (Sáng tác: Quang Thảo) | NSƯT Thành Lộc                     | 8                                  | 10                                 | 10                                 | 28                                 | 3                                  |
| 6                                  | Emma Nhất Khanh                    | Dola re Dola (Sáng tác: Shreya Ghoshal, Kavita Krishnamurthy)               | Madhuri Dixit                      | 12                                 | 12                                 | 12                                 | 36                                 | 1                                  |
|                                    |                                    |                                                                             |                                    |                                    |                                    |                                    |                                    |                                    |
| Khách mời                          | Nguyễn Trần Trung Quân             | Tự tâm (Sáng tác: Nguyễn Thương)                                            |                                    |                                    |                                    |                                    |                                    |                                    |

### Tuần 10
Ngày phát sóng: 4/1/2020
| Thứ tự                                | Thí sinh                              | Tiết mục                                                                                       | Nhân vật                              | Kết quả BGK                           | Kết quả BGK                           | Kết quả BGK                           | Tổng                                  | Hạng                                  |
| Thứ tự                                | Thí sinh                              | Tiết mục                                                                                       | Nhân vật                              | Quang Linh                            | Hồ Ngọc Hà                            | Giám khảo khách mời                   | Tổng                                  | Hạng                                  |
| Giám khảo khách mời: NSƯT Kim Tử Long | Giám khảo khách mời: NSƯT Kim Tử Long | Giám khảo khách mời: NSƯT Kim Tử Long                                                          | Giám khảo khách mời: NSƯT Kim Tử Long | Giám khảo khách mời: NSƯT Kim Tử Long | Giám khảo khách mời: NSƯT Kim Tử Long | Giám khảo khách mời: NSƯT Kim Tử Long | Giám khảo khách mời: NSƯT Kim Tử Long | Giám khảo khách mời: NSƯT Kim Tử Long |
| ------------------------------------- | ------------------------------------- | ---------------------------------------------------------------------------------------------- | ------------------------------------- | ------------------------------------- | ------------------------------------- | ------------------------------------- | ------------------------------------- | ------------------------------------- |
| 1                                     | MiA                                   | The Nonsense Song (Titine) (Sáng tác: Léo Daniderff)                                           | Charlie Chaplin                       | 9                                     | 8                                     | 8                                     | 25                                    | 5                                     |
| 2                                     | Emma Nhất Khanh                       | Ghen (Sáng tác: Khắc Hưng)                                                                     | Min                                   | 8                                     | 7                                     | 7                                     | 22                                    | 6                                     |
| 3                                     | Võ Tấn Phát                           | Liên khúc: Ly Cà Phê Ban Mê (Sáng tác: Nguyễn Cường) Ngọn Lửa Cao Nguyên (Sáng tác: Trần Tiến) | Siu Black                             | 7                                     | 10                                    | 10                                    | 27                                    | 4                                     |
| 4                                     | Phan Ngọc Luân                        | Phút Cuối (Sáng tác: Lam Phương)                                                               | Lệ Quyên                              | 10                                    | 9                                     | 11                                    | 30                                    | 3                                     |
| 5                                     | Trần Tùng Anh                         | Làng Quan Họ Quê Tôi (Nhạc: Nguyễn Trọng Tạo - Thơ: Nguyễn Phan Hách)                          | Anh Thơ                               | 11                                    | 11                                    | 12                                    | 34                                    | 1                                     |
| 6                                     | Nhật Thủy                             | Là Con Gái Phải Xinh (Sáng tác: Đỗ Hiếu)                                                       | Bảo Thy                               | 12                                    | 12                                    | 9                                     | 33                                    | 2                                     |
|                                       |                                       |                                                                                                |                                       |                                       |                                       |                                       |                                       |                                       |
| Khách mời                             | Ưng Hoàng Phúc                        | Thà Rằng Như Thế (Sáng tác: Nguyễn Hoài Anh)                                                   |                                       |                                       |                                       |                                       |                                       |                                       |

### Tuần 11
Ngày phát sóng: 11/1/2020
| Thứ tự                                | Thí sinh                              | Tiết mục                                                                                               | Nhân vật                              | Kết quả BGK                           | Kết quả BGK                           | Kết quả BGK                           | Tổng                                  | Hạng                                  |
| Thứ tự                                | Thí sinh                              | Tiết mục                                                                                               | Nhân vật                              | Quang Linh                            | Hồ Ngọc Hà                            | Giám khảo khách mời                   | Tổng                                  | Hạng                                  |
| Giám khảo khách mời: NSƯT Kim Tử Long | Giám khảo khách mời: NSƯT Kim Tử Long | Giám khảo khách mời: NSƯT Kim Tử Long                                                                  | Giám khảo khách mời: NSƯT Kim Tử Long | Giám khảo khách mời: NSƯT Kim Tử Long | Giám khảo khách mời: NSƯT Kim Tử Long | Giám khảo khách mời: NSƯT Kim Tử Long | Giám khảo khách mời: NSƯT Kim Tử Long | Giám khảo khách mời: NSƯT Kim Tử Long |
| ------------------------------------- | ------------------------------------- | --- | ------------------------------------- | ------------------------------------- | ------------------------------------- | ------------------------------------- | ------------------------------------- | ------------------------------------- |
| 1                                     | Emma Nhất Khanh                       | Liên khúc: Hương đêm bay xa - Love you Hate you (Sáng tác: Châu Đăng Khoa)                             | Hari Won                              | 7                                     | 7                                     | 8                                     | 22                                    | 6                                     |
| 2                                     | Võ Tấn Phát                           | Đường đến ngày vinh quang (Sáng tác: Bức Tường)                                                        | Trần Lập                              | 11                                    | 10                                    | 9                                     | 30                                    | 3                                     |
| 3                                     | Phan Ngọc Luân                        | Welcome to Burlesque (Sáng tác: Matthew Gerrard, Steve Lindsey, Charlie Midnight, John Patric Shanley) | Cher                                  | 8                                     | 9                                     | 7                                     | 24                                    | 5                                     |
| 4                                     | Trần Tùng Anh                         | Mình thích thì mình yêu thôi (Sáng tác: Dương Khắc Linh - Lời: Hồ Ngọc Hà)                             | Noo Phước Thịnh                       | 9                                     | 8                                     | 10                                    | 27                                    | 4                                     |
| 5                                     | Nhật Thủy                             | Nửa vầng trăng (Sáng tác: Nhật Trung)                                                                  | Như Quỳnh                             | 10                                    | 12                                    | 11                                    | 33                                    | 2                                     |
| 6                                     | MiA                                   | Whenever, Wherever (Sáng tác: Shakira, Tim Mitchell, Gloria Estefan)                                   | Shakira                               | 12                                    | 11                                    | 12                                    | 35                                    | 1                                     |

### Chung kết
Ngày phát sóng: 18/1/2020
| Thứ tự                        | Thí sinh                      | Tiết mục                                                                      | Tiết mục                                                                      | Nhân vật                      | Hạng                          |
| Giám khảo khách mời: Lê Hoàng | Giám khảo khách mời: Lê Hoàng | Giám khảo khách mời: Lê Hoàng                                                 | Giám khảo khách mời: Lê Hoàng                                                 | Giám khảo khách mời: Lê Hoàng | Giám khảo khách mời: Lê Hoàng |
| ----------------------------- | ----------------------------- | ----------------------------------------------------------------------------- | ----------------------------------------------------------------------------- | ----------------------------- | ----------------------------- |
| 1                             | Võ Tấn Phát                   | Liên khúc: Prince Ali - Friend like me (Sáng tác: Alan Menken, Howard Ashman) | Liên khúc: Prince Ali - Friend like me (Sáng tác: Alan Menken, Howard Ashman) | Will Smith                    | 3                             |
| 2                             | MiA                           | Trích đoạn: Hồ Nguyệt Cô hóa cáo                                              | Trích đoạn: Hồ Nguyệt Cô hóa cáo                                              | Nghệ sĩ Trinh Trinh           | 2                             |
| 3                             | Trần Tùng Anh                 | Queen of the Night aria (Sáng tác: W.A.Mozart)                                | Queen of the Night aria (Sáng tác: W.A.Mozart)                                | Diana Damrau                  | 3                             |
| 4                             | Nhật Thủy                     | Liên khúc                                                                     | Hương Ngọc Lan (Sáng tác: Anh Quân)                                           | Mỹ Linh                       | 1                             |
| 4                             | Nhật Thủy                     | Liên khúc                                                                     | Người về cuối phố (Sáng tác: Nguyễn Nhất Huy)                                 | Cẩm Ly                        | 1                             |
| 4                             | Nhật Thủy                     | Liên khúc                                                                     | Em vẫn muốn yêu anh (Sáng tác: Phương Uyên)                                   | Minh Tuyết                    | 1                             |
| 4                             | Nhật Thủy                     | Liên khúc                                                                     | Hãy tha thứ cho em (Sáng tác: Dương Khắc Linh)                                | Hồ Ngọc Hà                    | 1                             |
|                               |                               |                                                                               |                                                                               |                               |                               |
| Khách mời                     | Kim Thành                     | Ai nói em là hoa có chủ (Sáng tác: Shin Hồng Vịnh)                            | Ai nói em là hoa có chủ (Sáng tác: Shin Hồng Vịnh)                            |                               |                               |
| Khách mời                     | Phan Ngọc Luân                | Tìm lại bầu trời - Nắm tay tay anh (Sáng tác: Khắc Việt, Tú Dưa)              | Tìm lại bầu trời - Nắm tay tay anh (Sáng tác: Khắc Việt, Tú Dưa)              | Tuấn Hưng                     | 4                             |
| Khách mời                     | Emma Nhất Khanh               | Đi đu đưa đi (Sáng tác: Tiên Cookie, Phạm Thanh Hà)                           | Đi đu đưa đi (Sáng tác: Tiên Cookie, Phạm Thanh Hà)                           | Bích Phương                   | 4                             |

## Sản xuất
Gương mặt thân quen mùa thứ bảy được ghi hình vào đầu tháng 10 đến giữa tháng 12 năm 2019 tại phim trường Zoom Media, Thành phố Hồ Chí Minh.

### Ekip
- Tổng đạo diễn & Cố vấn nghệ thuật: Vương Khang (thí sinh Gương mặt thân quen mùa thứ 2
- Giám đốc Âm nhạc & Hòa âm phối khí: Nguyễn Hoàng Duy
- Biên đạo: Huỳnh Mến
- Hóa trang và tạo hình nhân vật: Tere Ngọc Academy